# Бели брег (мина)
 Тази статия е за Мина Бели брег.  За други значения вижте Бели брег.  
„Мина Бели брег“ е рудник за лигнитни въглища, който се намира в Западна България, непосредствено до село Ялботина.
След национализацията през 1947 г., до края на 50-те и началото на 60-те години мини „Бели брег“ (тогава „Болшевик“) е един от най-големите рудници в България за добив на въглища. Добивът е първоначално подземен, а след това става открит. Още през XIX век различни учени, сред които Ами Буе, Анри Векенел и други предполагат наличието на запаси от каменни въглища в района. Вече през ХХ век (1906/1907 г.) българският учен-геолог проф. Георги Златарски проучва скалите в Бурелския район и доказва запасите от въглища около селата Габер и Алдомировци. Тези изследвания са допълнени от д-р Стефан Бончев със сведения за въглищни басейни в районите на Храбърско и София. По-сериозни проучвания в района се предприемат след Първата световна война, под ръководството на инж. Богомил Радославов. Едва през 1931 г. инж. Георги Коняров прави първата геоложка карта на Бурелския басейн. През 1947 – 1948 г., д-р Боян Каменов провежда повторно картиране на басейна, като в геоложката карта са посочени находищата на мина „Бели брег“ и мина „Неделище“.
През 1950 г. Дирекцията за геоложки проучвания, под ръководството на инж. Иван Божинов извършва детайлно картиране на Бурелския басейн и детайлно сондажно проучване на Източния (Цацаровския) участък. Въз основа на проучванията на Геоложка дирекция към мина „Бели брег“ се оформят два добивни участъка – „Цацаровци“ и „Неделище“.
През 1956 г. се правят нови геоложки изследвания в участък „Неделище“, а през 1979 – 1982 г. – детайлни хидроложки проучвания и други изследвания във връзка с корекцията на река „Голяма“. За въглищата е уточнено, че са типични лигнити с достатъчна твърдост и жилавост. Средното им пепелно съдържание е около 30 %, а влагата около 50 %.

## История

### Откриване, проучване и добив до Национализацията през 1947 г.
През 1911 г. адвокатът от София Тодор Ахтаров получава от Министерството на търговията, промишлеността и труда (МТПТ) разрешително за „дирене“ на въглища и периметър, който обхваща двата участъка – Източния (Цацаровския) и Западния (Ялботинския). По време на Балканските войни се извършват проучвателни работи с ръчни сонди, галерии и шурфове, а резултатите от тях са обнадеждаващи. През 1915 г. адвокатът Ахтаров получава второ разрешително, с което се разширява периметъра на дирене на въглища, като се включва и участък „Неделище“. По това време към него се присъединява като съдружник търговеца Крум Ганчев. Тогава (1915 г.) започва добивът по подземен начин, с галерии по пласта в местността „Мечкарица“ – югозападно от днешната сепарация. Тогава се появява и името на мината „Бели брег“. Вероятно името се свързва с белите варовици в откривката и прослойките във въглищния пласт. Галериите достигат до 200 m дължина и 4 – 5 m височина. За 2 години били прокарани 6 сондажа с дълбочина 15 m с ръчни сонди и стигнали до заключение, че в „Мечкарица“ пластовете са два – единият с мощност 2 m, а другия – 15 m. През 1917 г. са добивани по 15 тона въглища на ден в мина „Бели брег“, с личен състав от 45 души, и извозвани до гара Драгоман – на 8 km разстояние с конски и волски коли. По-късно животинския транспорт е заменен с камиони до товарището на гара Драгоман, което се запазва до 1954 г., когато е построена железопътната линия Алдомировци – Бели брег.
През 1919 г. е прокарана траншея за открит добив на въглища в местността „Мечкарица“. Това е първият открит добив на въглища в България. Той предизвиква ликвидиране на ниви и ливади и други частни имоти, което наложило Ахтаров да иска ново разрешително от Министерството. През 1920 г. Т. Ахтаров отстъпва своите дялове на съдружника си Крум Ганчев, който става едноличен собственик до национализацията на 24 декември 1947 г.
През годините са построени: ТЕЦ (с мощност 90 kW) за собствени нужди, сграда за управление, магазия, фурна, кухня, гараж, складова площ, сушилна пещ, ковачница, инсталация за катран и газ.
През 1938 г. търговеца Борис Гълъбов получава отделно разрешително за проучване на участък „Неделище“. Прокарана е галерия с дължина 40 m по пласта в участък, западно от село Неделище. Проучванията продължават до 1947 г. По-късно тази мина е наречена „Гълъб“. Характерно за този период е добиването на въглищата чрез ползване на ръчни инструменти.

### Експлоатация след национализацията
Този период продължава повече от 50 години. След Национализацията е създадено Държавно минно предприятие (ДМП) „Бели брег“ със седалище в Сливница. В състава на ДМП „Бели брег“ са включени: мина „Бели брег“, мина „Алдомировци“ с рудник „Плам“ и мина „Бистрица“ (край град Кюстендил). Добивът на въглища започва да се механизира – използват се чешки електрически багери „Шкода Е-25“, товарачни стоманени бункери и гумено-транспортни ленти с дървена конструкция, въвежда се и дековилен жп транспорт (вътрешно заводска жп линия с междурелсие 900 mm) и саморазтоварващи вагони с малки парни локомотиви, произведени в ГДР. Годишният добив на въглища скача неколкократно
През 1954 г. управлението на мината се пренася на новоизградената площадка в село Габер и се преименува на ДМП „Болшевик“. От състава му се отделят мина „Алдомировци“ с рудник „Плам“ и мина „Бистрица“, които стават самостоятелни предприятия. През същата година мината е свързана с националната железопътна мрежа чрез железопътната линия до Алдомировци.
През 1964 – 1966 е изместено коритото на река „Чеканска“ до изчерпване на западния участък на мината. Започва подготовка за добив от рудник „Неделище“ – коригира се част от поречието на река „Начевска“, изселва се село Неделище, разположено на част от въглищния пласт, построява се лентовия извоз от сепарацията до разрезната траншея на рудника. През 1968 г. рудник „Неделище“ започва работа.
През 1969 г. окончателно е изваден от експлоатация дековилния жп транспорт в двата участъка на мината, а на негово място е внедрен автомобилния транспорт за транспортиране и насипване на откривката в насипищата.
В периода 1970 – 1975 г., основният добив е от рудник „Неделище“, където са по-големите запаси въглища. Коригирано е течението на река „Голяма“ в северна посока на около 3,5 km, заедно с част от шосето Драгоман – Трън.
По това време се иземват въглищата в западния участък – около 3,5 млн. тона. Намалява и добивът на въглища в Цацаровския участък, а около 1990 г. са окончателно преустановени минните работи в него.
Количеството на добитите количества въглища е според потреблението им. Във времето отпадат основните консуматори в района на София – ТЕЦ „София“ – 1966 г. и ТЕЦ „Кремиковци“ – 1978 г., които преминават на мазут. Мина „Кътина“ изчерпва въглищните си запаси и преустановява своята работа през 1973 г. След 1978 г. въглищата от мините „Болшевик“ и „Станянци“ се насочват основно за ТЕЦ „Марица Изток 2“ и по малко за ТЕЦ „Марица Изток 3“. Това продължава до 1996 г. През това време се подават въглища от двете мини и за ТЕЦ „Бобов дол“. След 1996 г. въглищата от тези мини са само за ТЕЦ „Бобов дол“.
През 1992 г. мината връща старото си име „Бели брег“.

### След приватизацията
През февруари 2000 г. е регистрирано Акционерно дружество „Бели Брег – Бурел“ АД. През същата година се открива процедура за приватизация на мината. На търга се явяват двама кандидати: РМД „Бели брег-Бурел“ АД и „Минстрой холдинг“ АД. Търгът се печели от акционерно дружество „Бели брег-Бурел“ АД.
През април „2002“ г., Корпоративна търговска банка обявява Акционерното дружество за нередовен платец за отпуснат кредит и продава РМД „Бели брег – Бурел“ на фирмата „Ел Ем Импекс“, представлявана от Христо Ковачки.